# 888casino
Das 888casino, früher auch als Casino-on-Net bekannt, ist ein Online-Casino, das 1997 gegründet wurde und heute seinen Firmensitz in Gibraltar hat. Es ist eines der ältesten Casinos im Internet und wurde im Jahre 2013 das erste exklusive Online-Casino mit einer offiziellen Glücksspiel-Lizenz aus den Vereinigten Staaten.

## Geschichte
Das Casino-on-Net wurde im Jahre 1997 von den beiden Brüdern Aaron und Avi Shakes sowie ihren Partnern Ron und Shay Ben-Yitzhaq, die ebenfalls Brüder sind, gegründet. Aaron Shaked behauptet, dass ihm die Idee der Gründung eines Online-Casinos bei einer Zahnarztkonferenz in Monte Carlo in den Sinn kam. Im Jahre 1994 war der ‚Free Trade & Processing Zone Act‘ in Antigua und Barbuda verabschiedet worden, der den Weg für die Entwicklung legaler Online-Casinos freimachte. Das Casino-on-Net wurde im Jahre 2010 in 888casino umgetauft, um Einheitlichkeit zwischen den verschiedenen 888 Marken herzustellen. Bis 2015 war das Unternehmen in Gibraltar, New Jersey, Dänemark, Spanien sowie in weiteren Ländern und Territorien ansässig und lizenziert.
Das 888casino war 2013 der Hauptsponsor und Namensgeber der World Seniors Championship im Snooker.
2015 bezeichnete das ‚Gaming Intelligence‘ Magazin das 888casino als „das einzige europaweite Casino“.
Im Jahre 2017 unterzeichnete das 888casino einen Vertrag mit der in Berlin stationierten ‚Merkur Interactive Service GmbH‘, Teil der Gauselmann-Gruppe, und nahm ab sofort dessen Spielautomaten in das eigene Portfolio mit auf.
Das 888casino wurde von der eCOGRA (eCommerce Online Gaming Regulation and Assurance) mit dem ‚Safe and Fair‘ Gütesiegel ausgezeichnet.

### In den Vereinigten Staaten
Als Folge einer Gesetzesverabschiedung des amerikanischen Kongresses im Oktober 2006,  wurden Online Glücksspiel-Unternehmen auf dem amerikanischen Markt für illegal erklärt, was in einer massenhaften Auswanderung dieser Firmen aus dem US-Markt resultierte.
Im März 2013 wurde dem 888casino seitens der Glücksspielkommission aus Nevada eine Lizenz als ‚Interaktiver Spiele Dienstleister‘ gewährt. Damit wurde das Online-Casino zum ersten Unternehmen weltweit, welches von der amerikanischen Gesetzgebung dazu befähigt wurde, Glücksspiel im Internet anzubieten.
Im Januar 2011 verabschiedete die Gesetzgebung aus New Jersey einen Gesetzesentwurf von Raymond Lesniak, der allen Einwohnern des Bundesstaates New Jersey, die älter als 21 Jahre sind, fortan das Glücksspiel im Internet erlaubte. Im August 2013 unterschrieb das 888casino eine Vereinbarung mit der ‚Caesars Entertainment Corporation‘ und dem zugehörigen ‚All American Poker Network‘ (AAPN) sowie dem Joint-Venture Avenue Capital, die es dem 888casino fortan erlaubte, in New Jersey Produkte der eigenen Marke anzubieten. Das 888casino veröffentlicht jeden Monat unabhängig geprüfte, hauseigene Zahlen zur kompletten Auszahlungsquote des Casinos sowie zur Auszahlungsquote jedes einzelnen Spiels. Die derzeitige Auszahlungsquote des 888casinos liegt bei 95,1 %.

## Auszeichnungen
| Auszeichnung                                         | Jahr |
| ---------------------------------------------------- | ---- |
| Bester Casino Betreiber, Gaming Intelligence Awards  | 2015 |
| Digitaler Betreiber des Jahres, Global Gaming Awards | 2014 |
| Betreiber des Jahres, eGR Operator Awards            | 2013 |
| Bester Casino Betreiber, eGR Operator Awards         | 2013 |